# Rue des Carrières-d'Amérique
La rue des Carrières-d'Amérique est une voie du 19e arrondissement de Paris, en France.

## Situation et accès
La rue des Carrières-d'Amérique est une voie publique située dans le 19e arrondissement de Paris. Elle débute au 46, rue Manin et se termine au 141 bis, boulevard Sérurier.

## Origine du nom
Elle porte ce nom car elle conduisait aux anciennes carrières dites « d'Amérique » qui étaient à ciel ouvert et d'une superficie considérable, d'où était extrait du plâtre. Ces carrières servirent longtemps d'abri et de refuge à des malandrins.

## Historique
Cette voie est indiquée sur le plan cadastral de la commune de La Villette en 1812 sous le nom de « chemin des Carrières et sur celui de 1844 sous le nom de « chemin de l'Amérique » », formait la limite avec la commune de Belleville et aboutissait alors rue de Belleville, actuelle rue d'Hautpoul. La partie ouest de ce chemin disparait dans les travaux d'urbanisme des années 1860.
Elle est classée dans la voirie parisienne par un arrêté du 14 janvier 1933.